# Canillas de Abajo
Canillas de Abajo település Spanyolországban, Salamanca tartományban. Canillas de Abajo Rollán, Barbadillo, Calzada de Don Diego, Robliza de Cojos, Tabera de Abajo és La Mata de Ledesma községekkel határos. Lakosainak száma 70 fő (2024).

## Népesség
A település népessége az elmúlt években az alábbi módon változott:
| Lakosok száma | 114  | 102  | 95   | 94   | 85   | 72   | 78   | 86   | 78   | 70   |
|               | 2001 | 2004 | 2007 | 2009 | 2012 | 2014 | 2017 | 2019 | 2022 | 2024 |